# Градец-Кралове
Гра́дец-Кра́лове (чеш. Hradec Králové, [ˈɦradɛts ˈkraːlovɛː]́), историческое немецкое название Кёниггрец, нем. Königgrätz, или, ещё ранее, Кёнигингрец, нем. Königingrätz) — статутный город в Чехии у слияния рек Лабы (Эльбы) и Орлице. Река Лаба пересекает город, отделяя Старый город от районов новой застройки.

## История
Впервые упоминается в X веке как торговое городище Славниковичей, в 995 году после победы Пржемысловичей над своими противниками Градец-Кралове стал одной из княжеских резиденций.
В 1225 году король Пржемысл Оттокар I повысил его статус до королевского города, основав замок, место его частого пребывания, как и его наследников. Затем в течение нескольких веков город был резиденцией вдовствующих королев (отсюда и название).
В XIV веке переживает расцвет: построен костел Святого духа, кодифицированы городские права, приняты уставы ремесленных цехов, горожане получили королевскую привилегию варки пива. К концу XIV века Градец-Кралове был вторым по значению городом Чешского королевства после Праги.
Во время гуситских войн город встал на сторону таборитов под командованием Яна Жижки, который здесь же и был похоронен в 1424 году. После военного разорения Градец-Кралове переживает второй период процветания при королях Йиржи из Подебрад и Владиславе II Ягеллоне. Однако после перехода власти к династии Габсбургов он теряет своё значение. Особенно большой ущерб город потерпел во время Тридцатилетней войны, пострадав как от шведской армии, так и от последующей католической реакции.
3 июля 1866 года в окрестностях города произошла битва при Садове, нередко именующаяся также сражением при Кёниггреце.
История застройки Градец-Кралове достаточно коротка. В 1884 году были снесены оборонительные бастионы, которые в течение нескольких веков мешали росту города. Улицы закладывались кольцом, и вскоре Старый город превратился в парк.

## Промышленность и инфраструктура
Крупный транспортный узел и центр машиностроения. Производство оборудования для химической, газовой, сахарной, винокуренной, пивоваренной промышленности, моторов, котлов (в значительной степени на экспорт). Производятся фотоматериалы (Foma Bohemia), музыкальные инструменты (рояли и пианино W. Hoffmann, Bohemia, Petrof, гитары Jolana), швейные изделия, мебель; пищевая промышленность.
Университет Градец-Кралове, медицинский и фармакологический факультеты Карлова университета.

## Население
| 1869    | 1869    | 1880    | 1880    | 1890    | 1900    | 1900    | 1910    | 1910    | 1921    | 1930    | 1930    |
| ------- | ------- | ------- | ------- | ------- | ------- | ------- | ------- | ------- | ------- | ------- | ------- |
| 5493    | ↗18 884 | ↘8166   | ↗24 230 | ↗25 236 | ↘9767   | ↗29 310 | ↘11 065 | ↗35 675 | ↗39 151 | ↗50 137 | ↘17 819 |
| 1950    | 1950    | 1961    | 1961    | 1970    | 1980    | 1980    | 1991    | 1991    | 2001    | 2014    | 2016    |
| ↗44 809 | ↗57 118 | ↘55 136 | ↗66 608 | ↗80 463 | ↗95 588 | ↗96 145 | ↗99 917 | →99 917 | ↘97 155 | ↘92 904 | ↘92 891 |
| 2017    | 2018    | 2019    | 2020    | 2021    | 2021    | 2022    | 2023    | 2024    | 2025    |         |         |
| ↗92 929 | ↘92 917 | ↘92 742 | ↗92 939 | ↘92 683 | ↘92 649 | ↘90 596 | ↗93 506 | ↗93 906 | ↗94 311 |         |         |

## Достопримечательности
- Готический собор Святого Духа (XIV—XV вв.), где был похоронен Ян Жижка, предводитель войска гуситов. Позднее его тело по приказу императора было изъято из могилы и уничтожено.
- Деревянный храм святого Николая Чудотворца (1502—1510)
- Белая башня (вторая по высоте в Чехии после колокольни Собора Святого Вита в Праге) и примыкающая к ней Капелла Святого Климента (1717)
- Ратуша (1614)
- Иезуитская Церковь Вознесения Девы Марии в стиле барокко (1666)
- Колонна Девы Марии (1717 год)
- Резиденция епископа (1709—1716) с Часовней Святого Барромио (1720—1730)
- Дом U Špuláků, XVI век
- Дом U Beranka, 1908 год
- Иезуитский коллегиум (1710)
- Башня бывших городских Силезских ворот одних, из двух несуществующих, наряду с Пражские ворота.
- Музей Восточной Чехии (1909—1913)
- Гидроэлектростанция на Лабе (Labská hydroelektrárna — Hučák, (1909—1912)
- Моравский мост с электростанцией (Moravský most, 1910—1914)
- Пражский мост (Pražský most, 1910)
- Городской бассейн (Městské lázně, 1932—1933)
- Аквапарк - открыт, год? [23].

## Города-побратимы
- Алессандрия, Италия (7 апреля 1961)[24][25][…]
- Арнем, Нидерланды (1992)[26][27]
- Банска-Бистрица, Словакия (1950)[28][29][…]
- Валбжих, Польша (6 ноября 1991)[30][31]
- Вроцлав, Польша (16 июня 2003)[32][33][…]
- Гисен, Германия (26 мая 1990)[34][35]
- Каштела, Хорватия (18 марта 1992)[36][37]
- Кронштадт, Россия (19 ноября 2019)[38]
- Мец, Франция (1 декабря 2001)[39][40]
- Секешфехервар, Венгрия
- Чернигов, Украина (3 сентября 2010)[41][42]